# Gerichtsbezirk Hallein
Der Gerichtsbezirk Hallein ist einer von sechs Gerichtsbezirken in Salzburg und ist deckungsgleich mit dem politischen Bezirk Hallein. Der übergeordnete Gerichtshof ist das Landesgericht Salzburg.

## Gemeinden

### Städte
- Hallein (21.540 Ew.)

### Marktgemeinden
- Abtenau (6.041)
- Golling an der Salzach (4.464)
- Kuchl (7.467)
- Oberalm (4.354)

### Gemeinden
- Adnet (3.726)
- Annaberg-Lungötz (2.214)
- Bad Vigaun (2.131)
- Krispl (874)
- Puch bei Hallein (4.831)
- Rußbach am Paß Gschütt (772)
- Sankt Koloman (1.806)
- Scheffau am Tennengebirge (1.467)

## Geschichte
1923 wurde der Gerichtsbezirk Golling aufgelöst und die Gemeinden dem Gerichtsbezirk Hallein zugewiesen.
Am 1. Jänner 2003 wurde der Gerichtsbezirk Abtenau (Gemeinden Abtenau, Annaberg-Lungötz und Rußbach am Paß Gschütt) aufgelassen und die Gemeinden wurden dem Gerichtsbezirk Hallein angegliedert.